# كينسوكي كوندو
كينسوكي كوندو (باليابانية: 近藤健介؛ بالكانا: こんどう けんすけ) هو لاعب كرة قاعدة ياباني، ولد في 9 أغسطس 1993 في تشيبا في اليابان.

## وصلات خارجية
- كينسوكي كوندو على موقع الدوري الياباني لكرة القاعدة (الإنجليزية)
- كينسوكي كوندو على موقعبيزبول رفرنس.كوم (الدوري الثانوي) (الإنجليزية)
- كينسوكي كوندو على موقع أوليمبيديا (الإنجليزية)